# گترود د لاسکی
گترود د لاسکی (انگلیسی: Gertrud de Lalsky؛ ۲۷ ژانویه ۱۸۷۸ – ۱۶ سپتامبر ۱۹۵۸) هنرپیشه اهل آلمان بود.
از فیلم‌ها یا برنامه‌های تلویزیونی که وی در آنها نقش داشته‌است می‌توان به دختران یونیفرم‌پوش و هیپنوتیزم اشاره کرد.